# Pimería Alta
Pimería Alta es una área geográfica que tomó su nombre del Pueblo Pima, que desde tiempo atrás ya vivían separados en Pimas altos (Akimel O'odham) y pimas bajos (O'ob) y desde la llegada de los españoles y los misioneros en el siglo XVII trataron bajo esos nombres en la provincia de Sonora y Sinaloa en el Virreinato de España Nueva, que abarcó partes de lo que hoy es el sur de Arizona en los Estados Unidos y del norte de Sonora en México.

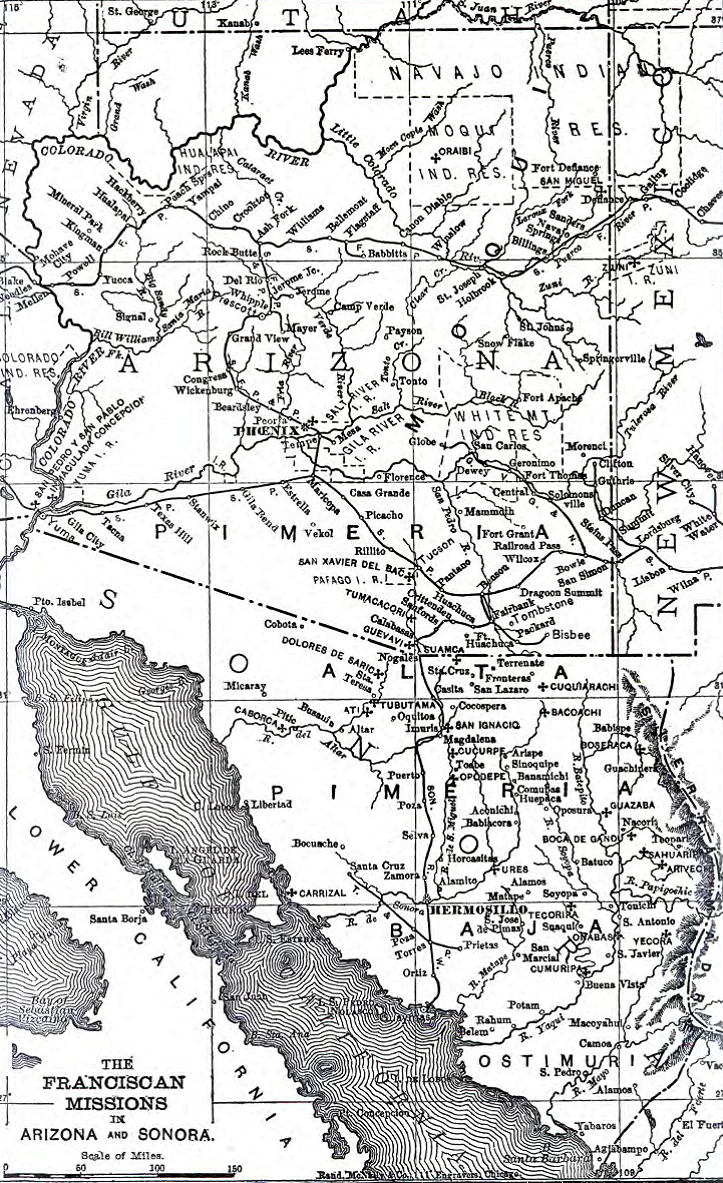
Misiones españolas en el desierto de Sonora

La Pimería Alta junto con la Pimería Baja abarcaba gran parte de lo que actualmente es el estado de Sonora. 

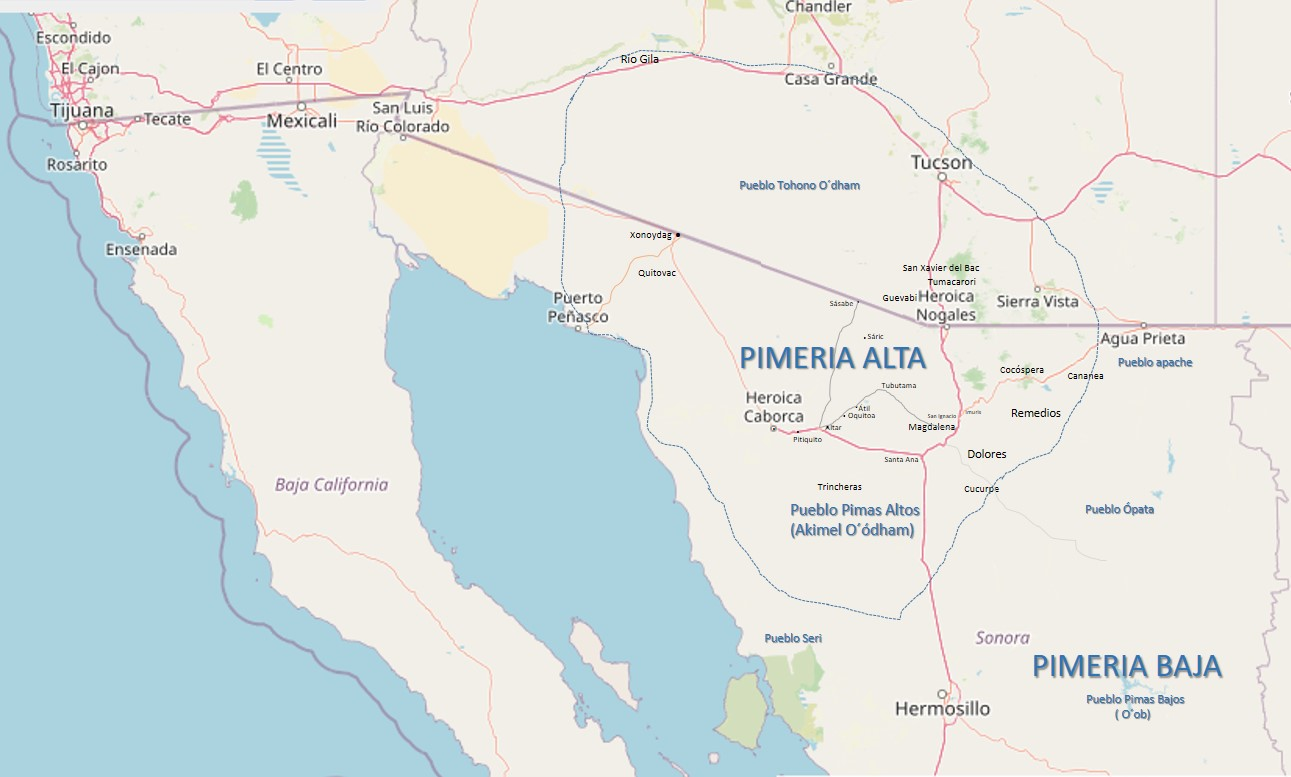
Mapa de ubicación de la Pimería Alta

La Pimería Alta tenía por límite, el río Gila por el norte incluyendo a los pápagos (Thono  O'odham) en el desierto de Sonora hasta Casa Grande y Tucson (hoy Arizona); al oeste hasta Quitovac, al noreste hasta Cocóspera y los apaches; los seris y el golfo de California al suroeste; al este con los ópatas en el río San Miguel, donde la zona incluía la zona del Río Magdalena, Río Altar, y Río Asunción; al sur estaba la Pimería Baja.  
El Padre Luis Xavier Velarde, relata una descripción geográfica de la Pimería Alta.
La Pimería Alta fue el sitio de la ruta de las misiones españolas en el desierto de Sonora exploradas, establecidas y evangelizadas por el misionero jesuita, Eusebio Francisco Kino a finales del siglo XVII y a principios del siglo XVIII con sede en el rectorado desde Misión de Nuestra Señora de los Dolores.
Varias rebeliones contra el dominio español, ocurrieron en la Pimería Alta, siendo la más notable la rebelión pima en Tubutama, martirizando a algunos misioneros en Caborca Francisco Javier Saeta, en la Misión de Nuestra Señora de Loreto y Marcelo de Xonoydag (Sonoyta) martirizaron a Enrique Ruhen en 1695 aunque también existían rebeliones de apaches y rebeliones seris, hasta ser sometidos por Juan Bautista de Escalante en 1700, aunque no en su totalidad.ya que en 1751 hubo otra insurrección en Caborca donde murió el misionero Tomás Antonio Tello.

## Pimería Baja
La Pimería Baja era el territorio que colindaba al norte con la pimería alta, e incluía a los ópatas desde el Río San Miguel, hasta colindar al este con los Tarahumaras, al oeste incluía a los seris hasta las costas del Golfo de California; por el sur se extendía colindar con los mayos, yaquis y guarijíos en la ribera norte del Río Mayo y Río Yaqui, incluyendo la zona de central lo que ahora es Hermosillo, Ures y Guaymas.
Algunos de los poblados de la pimería baja fundados por los misioneros jesuitas fueron San José de Pimas, Tecoripa, Suaqui Grande, Ónavas, Cumuripa, Tónichi, Nuri, Tesopaco, Guasimopa y Onapa, Yécora, Maycoba y el Kipor.
La evangelización en ésta pimería inició con los Jesuitas, en el siglo XVII, y prosiguió con los franciscanos a finales del siglo XVIII.

## Misioneros y misiones en Pimería Baja
Diego de Guzmán fue el primer misionero jesuita en el territorio de la Pimería Baja, en el año 1610. En 1619, arribaron por el río Tecoripa, Martín Burgencio y Francisco Oliñano fundando los pueblos de San Francisco Xavier de Cumuripa, San Francisco de Borja de Tecoripa y San Ignacio de Suaqui Grande, estableciendo la primera misión en Cumuripa (el pueblo quedó bajo las aguas del embalse de la presa Álvaro Obregón o del Oviáchic del Río Yaqui, en el siglo XX); una segunda misión ese mismo año fue establecida en Tecoripa. Actualmente esa misión mantiene su planta, aunque la parte superior ha sido modernizada.
En 1620 Burgencio funda la primera capilla de visita de Tecoripa en Suaqui Grande. En 1653, se funda una segunda capilla de visita de Tecoripa en San José de Pimas.
En 1622 llegaron a la Pimería Baja, los jesuitas Diego Vandersipe y Blas Paredes, avanzando aguas arriba del río Nevome o Río Grande (hoy Río Yaqui), fundando el pueblo de Purísima Concepción de Movas y San Joaquín y Santa Ana de Nuri en los márgenes del Río Chico, afluente del Río Grande; después en la margen izquierda del Río Grande, fundaron San Ignacio de Loyola de Ónavas y Santa María del Pópulo de Tónichi.
En la misión de Movas, aún se pueden apreciar gran parte del edificio, aunque no está en funciones, se puede apreciar casi toda la fachada y parte de algunos viejos muros. En Nuri se encuentra un templo que ha sido modernizado. En Ónavas el padre Diego estableció una misión, apoyado por los indios nevomes. Un templo con cantera en la fachada principal, un portón de madera en una entrada de arco de medio punto, con una imagen de San Ignacio en la parte superior, dos ventanas circulares en la parte alta y un campanario se puede apreciar en la localidad. En Tónichi se construyó una capilla de visita de Ónavas.
En 1673 el jesuita Alonso Victoria llegó a San Idelfonso de Yécora, estableció una misión. Tres años después el jesuita Pedro Matías Goñi, fundó la misión de San Francisco de Borja de Maycoba. Restos del templo histórico puede apreciarse por sus paredes de adobe. El templo moderno puede verse al frente de la plaza principal del poblado.
Al menos tres rebeliones pimas se tienen registradas, una en 1626 y otra en 1690 y la última en 1737.